# Picot blau
El picot blau (Melanerpes cruentatus) és una espècie d'ocell de la família dels pícids (Picidae) que habita boscos i zones pantanoses d'Amèrica del Sud, des de l'est de Colòmbia, Veneçuela i Guaiana cap al sud fins a l'est de l'Equador i del Perú, nord i est de Bolívia i Estat de l'Amazones (Brasil).